# Söding-Sankt Johann
Söding-Sankt Johann osztrák község Stájerország Voitsbergi járásában. 2017 januárjában 4139 lakosa volt. 

## Elhelyezkedése

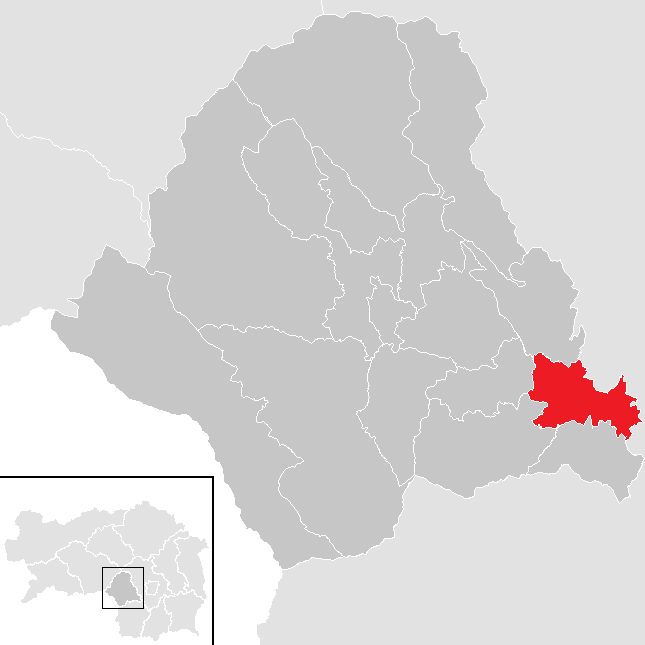
Söding-Sankt Johann a Voitsbergi járásban

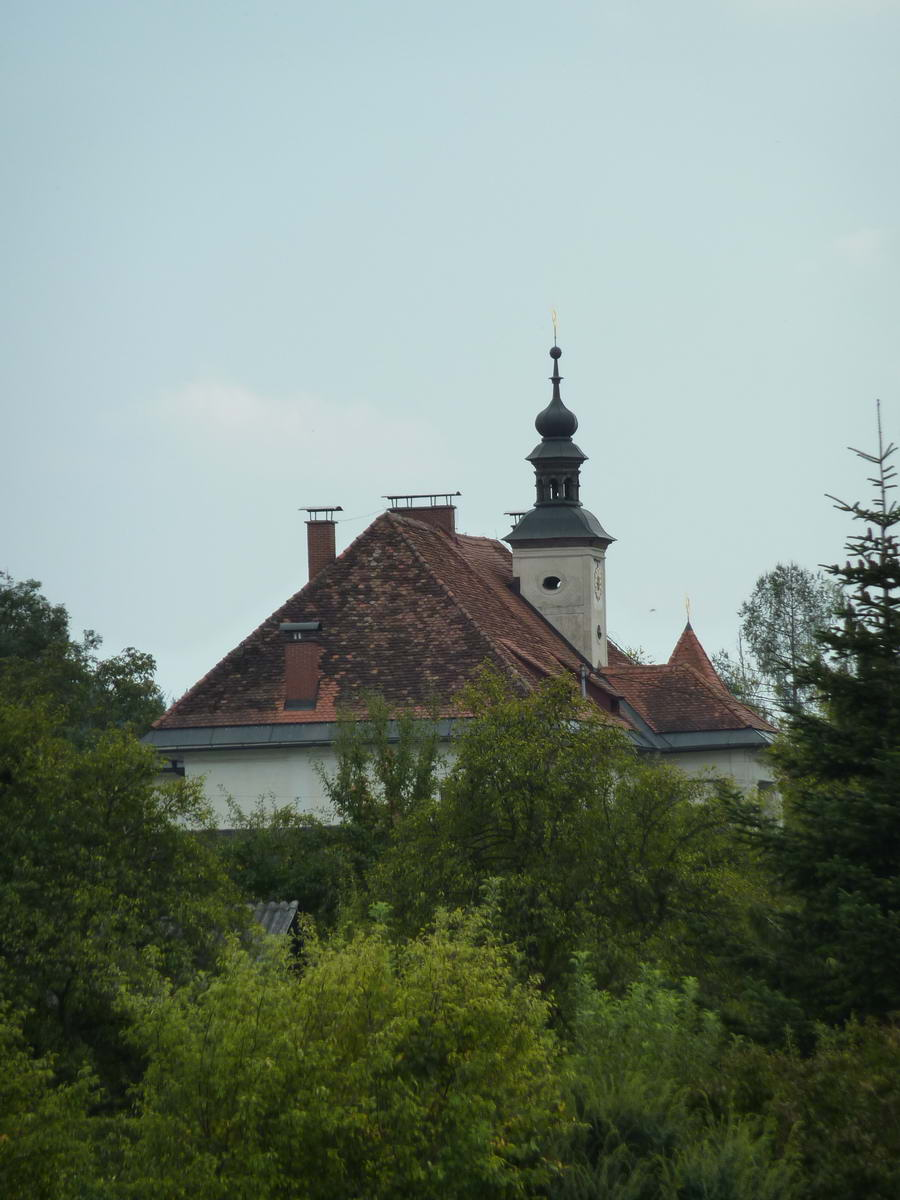
Großsöding kastélya

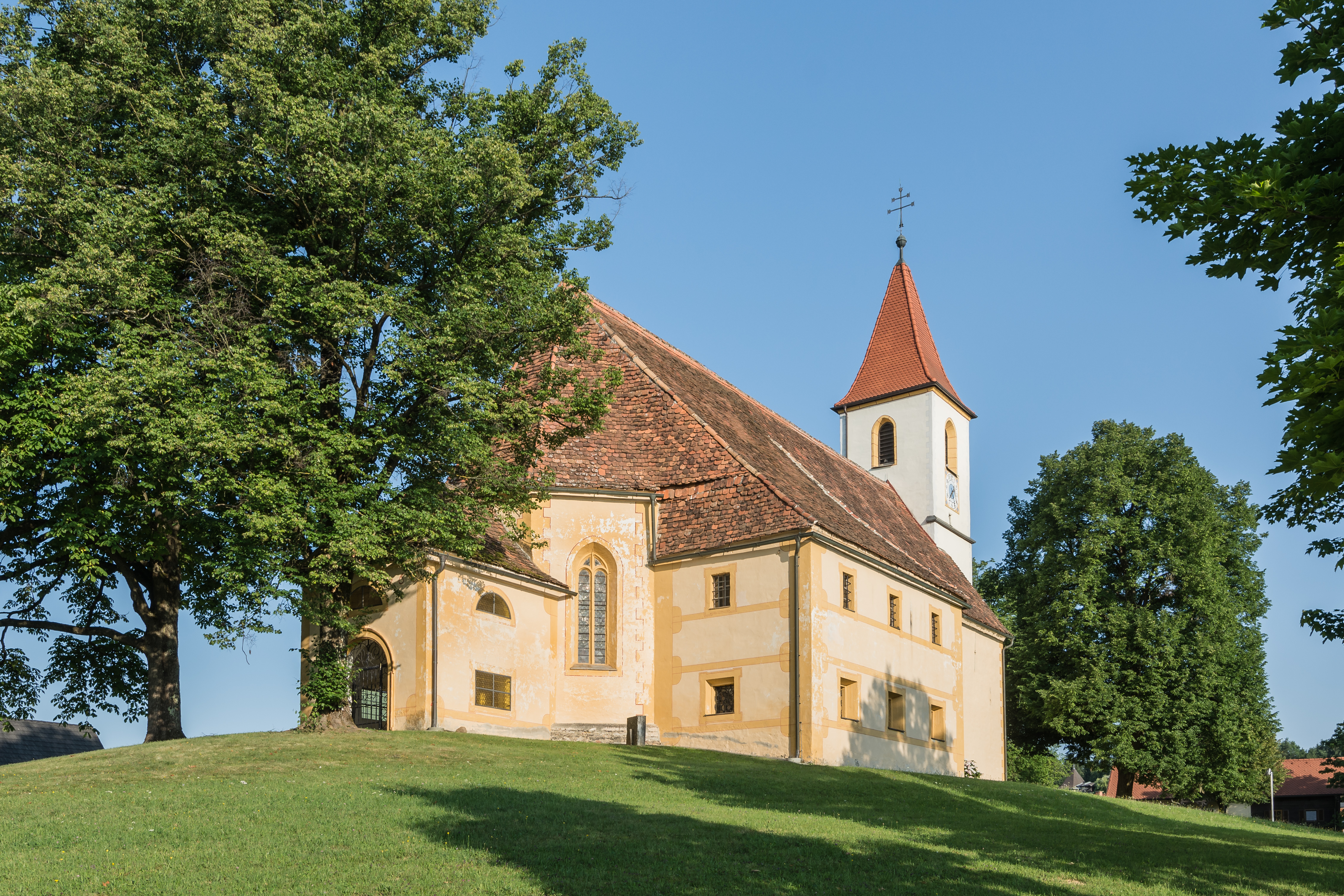
A Szt. Sebestyén-templom

Söding-Sankt Johann a tartomány középső részén fekszik a Nyugat-Stájerország régióban, Graztól délnyugatra. Az önkormányzat 10 falut fog össze (Muggauberg kivételével valamennyit a saját katasztrális községében): Großsöding (672 lakos), Hallersdorf (256), Hausdorf (128), Kleinsöding (1000), Köppling (504), Moosing (260), Muggauberg (192), Neudorf bei Sankt Johann ob Hohenburg (119), Pichling bei Mooskirchen (518), Sankt Johann ob Hohenburg (393).
A környező települések: délre Mooskirchen, délnyugatra Ligist, nyugatra Krottendorf-Gaisfeld, északra Stallhofen, északkeletre Hitzendorf, délkeletre Lieboch. 

## Története
A községi önkormányzat 2015-ben jött létre, a stájerországi közigazgatási reform keretein belül, Söding és Sankt Johann-Köppling összevonásával.
Söding neve a Sedi ónémet férfinévből származik, amely a jellegzetes bajor -ing végződéssel együtt arra utal, hogy a falut a kora középkori (8-9. századi) bajor betelepülők alapították. 
A großsödingi vár helyén a 11. században már állt egy kis palánkvár, amely feltehetően az Eppenstein hercegi család egyik vazallusáé volt. Söding első említése 1103-ból származik (villa Sedinge), amikor III. Henrik karintiai herceg Sankt Lambrecht apátságának adományozta. A kolostor a birtokot 1147-ben elcserélte a reini apátság egyéb földjeire.  
A 14. században Söding a Stadeck-család kezére került. 1369-ben Hans von Stadeck átadta egyik vazallusának, aki a birtok alapján megváltoztatta a nevét von Södingre. A vár és a falu ezután gyakran cserélt gazdát, a 14. században a Neuburgereké, 1567-ben Wilhelm von Gleisbaché, stb, végül 1700-ban Johann Caspar Keller von Kellersperg szerezte meg, aki terjedelmes uradalmat vásárolt össze a környéken. 1707-ben Raymund von Kellersperg egyesítette a södingi és a elromosodott rollaui vár uradalmait. A 18. század második felében a Kellerspergek nagymértékben módosították és kibővítették a kastélyt, amely egészen 1960-ig az ő tulajdonukban maradt. 
1850-ben létrejött Großsöding, Kleinsöding és Pichling önkormányzata. Közülük az utóbbi kettő 1948-ban egyesült, majd 1958-ban Großsödinggel együtt létrehozták Söding községet.

## Lakosság
A Söding-Sankt Johann-i önkormányzat területén 2017 januárjában 4139 fő élt. 2015-ben a helybeliek 95,4%-a volt osztrák állampolgár; a külföldiek közül 1,6% a régi (2004 előtti), 1,8% az új EU-tagállamokból érkezett. 0,3% a volt Jugoszlávia (Szlovénia és Horvátország nélkül) vagy Törökország, 0,9% egyéb országok polgára. 2001-ben Södingben 88,2% római katolikusnak, 2,5% evangélikusnak, 8,3% pedig felekezet nélkülinek vallotta magát. Ugyanekkor egy magyar élt a községben. 

## Látnivalók
- Großsöding kastélya

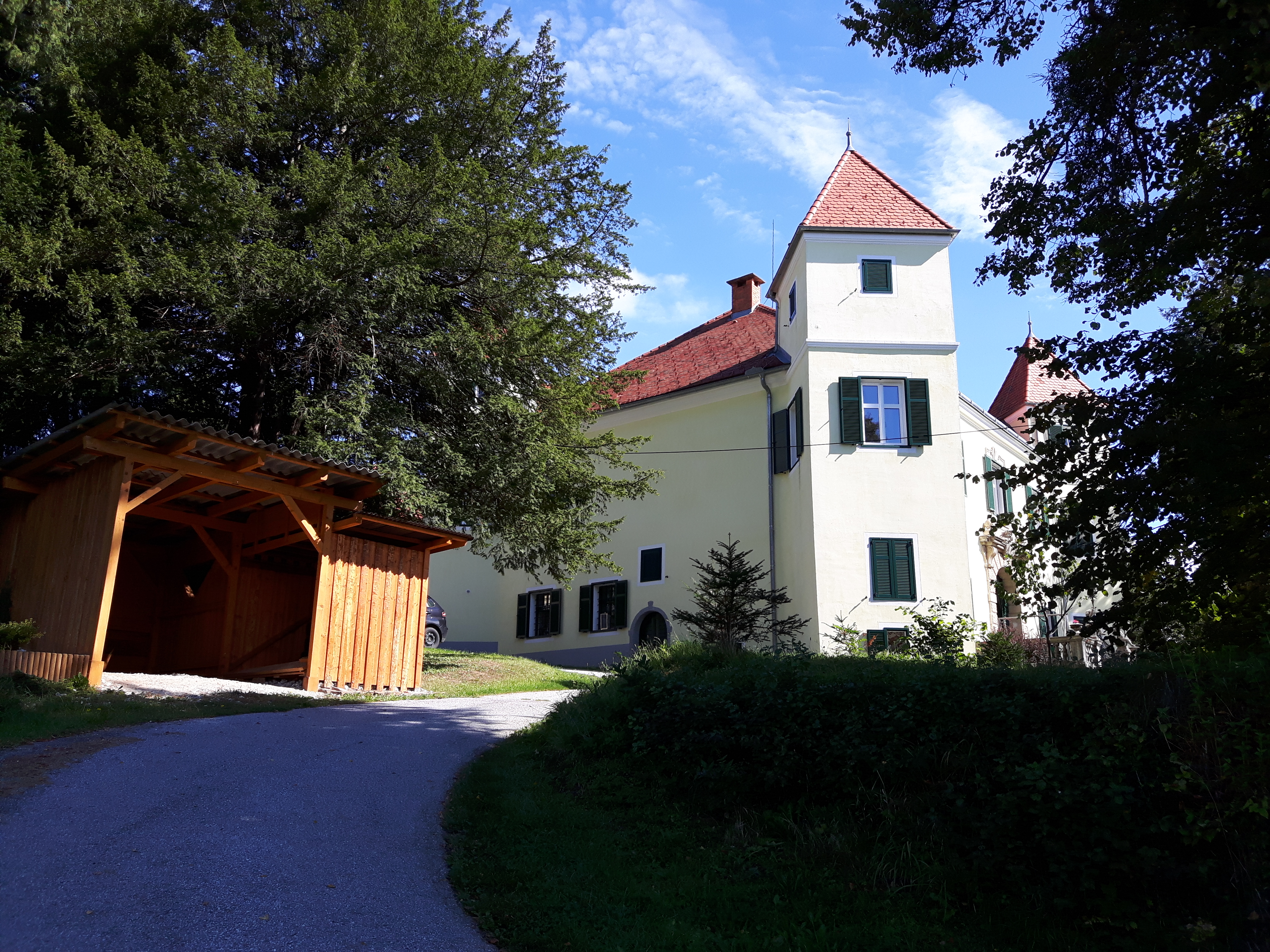
A Hohenburg-kastély

- Hohenburg-kastély St. Johann ob Hohenburgban
- a Sankt Johann-i Szt. János-plébániatemplom elődje 1292-ben már állt. Jelenlegi formáját 1860-ban nyerte el, amikor neoreneszánsz stílusban teljesen átépítették.
- a kleinsödingi Szt. Sebestyén-templom
- Hausdorf kálváriatemploma
- 1892-es gazdasági épület

## Fordítás
- Ez a szócikk részben vagy egészben  a   Söding-Sankt Johann című német Wikipédia-szócikk ezen változatának fordításán alapul.  Az eredeti cikk szerkesztőit annak laptörténete sorolja fel. Ez a jelzés csupán a megfogalmazás eredetét és a szerzői jogokat jelzi, nem szolgál a cikkben szereplő információk forrásmegjelöléseként.
- Ez a szócikk részben vagy egészben  a   Schloss Groß-Söding című német Wikipédia-szócikk ezen változatának fordításán alapul.  Az eredeti cikk szerkesztőit annak laptörténete sorolja fel. Ez a jelzés csupán a megfogalmazás eredetét és a szerzői jogokat jelzi, nem szolgál a cikkben szereplő információk forrásmegjelöléseként.